# Primadonna (Marina and the Diamonds-dal)
A Primadonna egy dal Marina and the Diamonds (Marina Lambrini Diamandis) walesi énekesnő második, Electra Heart című nagylemezéről. 2012. március 20-án jelent meg a szám a 679 Records kiadó gondozásában.

## Kereskedelmi fogadtatás
A Primadonna 11. lett a Slovakian Airplay Chart listán, 3. pedig az ír kislemezlistán. 2012. április 22-én a brit kislemezlista 11. helyezésén debütált 25 337 eladott példány után, ezzel Diamandis legsikeresebb kislemeze lett az Egyesült Királyságban. Második héten 13. lett, majd visszamászott debütáló pozíciójára. A Top 20-ban összesen öt hetet töltött, melyre Marina eddigi kislemezei körében nem volt példa. Írországban harmadik helyezésig jutott, itt is ez lett az énekesnő eddigi legsikeresebb dala. Negyedik lett Új-Zélandon, ahol elsőként foglalt helyet az énekesnőtől kiadott szám a kislemezlistán.

## Videóklip
A dalhoz tartozó videóklipet Casper Balslev rendezte, és Koppenhágán forgatták. A kisfilm az Electra Heart sorozat negyedik részeként jelent meg (az első rész a Fear and Loathing, a második a Radioactive volt). 2012. március 12-én jelent meg a kisfilm, ugyanezen napon kezdték sugározni a dalt a brit rádiók. Két nappal a klip megjelenése előtt Diamandis egy 15 másodperces részletet osztott meg a videóból.